# Dorfkirche Klein Lüben

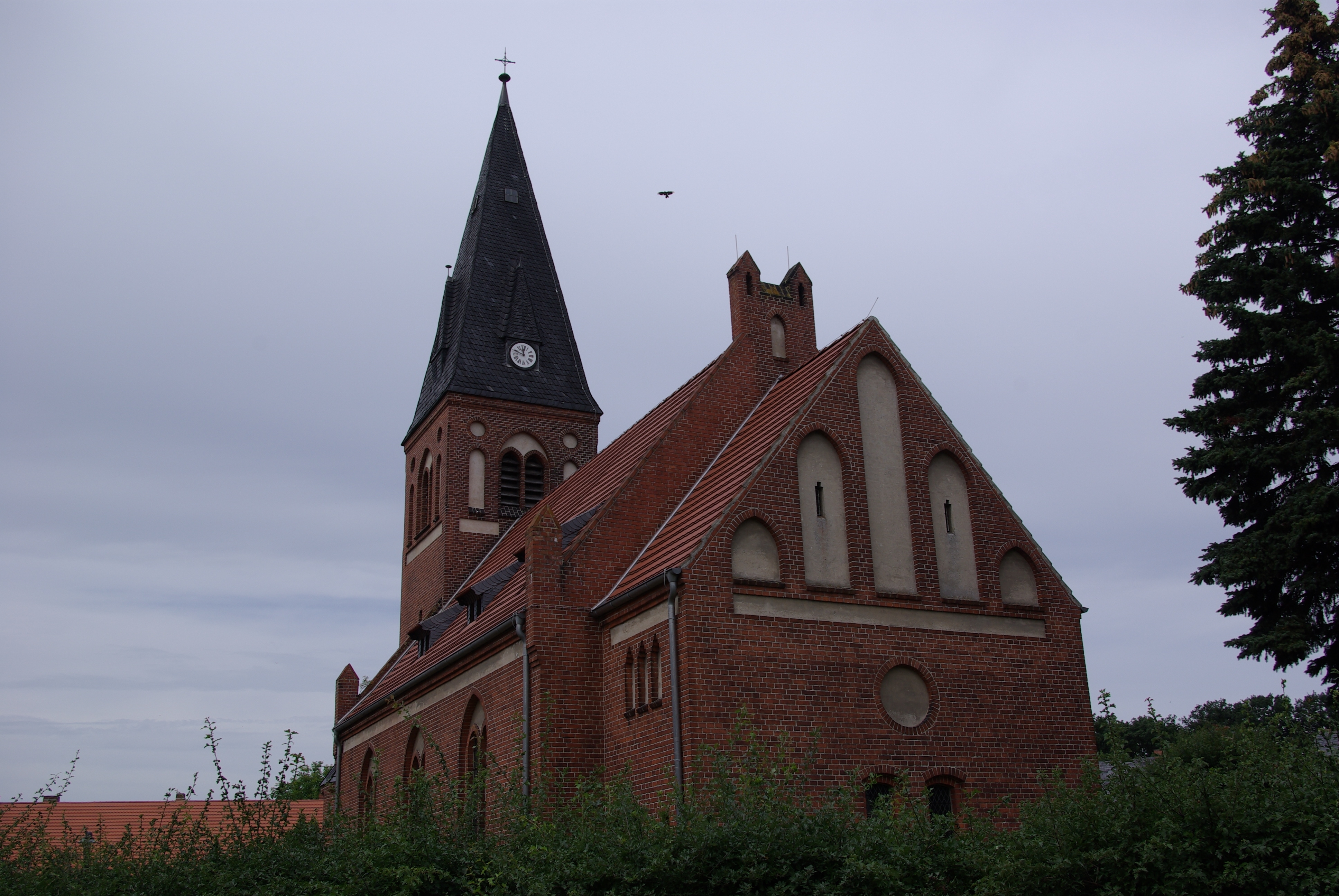
Dorfkirche in Klein Lüben

Die evangelische Dorfkirche in Klein Lüben, einem Ortsteil der Stadt Bad Wilsnack im Landkreis Prignitz in Brandenburg, wurde 1904 errichtet. Die Kirche mit der Adresse An der Kirche ist ein geschütztes Baudenkmal. 
Der flachgedeckte neugotische Backsteinbau mit eingezogenem Westturm und Sakristei im Osten wurde anstelle eines mittelalterlichen Vorgängerbaus errichtet.

## Ausstattung
Der barocke Altaraufsatz und die Kanzel aus der abgerissenen Kirche in Groß Lüben waren dort ursprünglich als Kanzelaltar vereinigt. 
Die Orgel wurde 1864 von Friedrich Hermann Lütkemüller geschaffen. Sie wurde 1904 vermutlich ebenfalls aus Groß Lüben umgesetzt.